# Milan Baroš
Milan Baroš (Valašské Meziříčí, 28 oktober 1981) is een Tsjechisch voormalig profvoetballer die bij voorkeur in de aanval speelde. Hij speelde tussen 1998 en 2020 onder andere voor Baník Ostrava, Liverpool FC, Olympique Lyon en Galatasaray SK. Van april 2001 tot en met 2012 speelde hij in het Tsjechisch voetbalelftal, waarvoor hij 93 interlands speelde.

## Biografie
Baroš profcarrière begon in het seizoen 1998-'99 bij FC Baník Ostrava. Daarvoor speelde hij 3,5 seizoen voordat Liverpool FC hem naar Engeland haalde. Hij kreeg er rugnummer vijf en debuteerde met een gelijkspel in de UEFA Champions League tegen Barcelona. Het was zijn enige verschijning van het seizoen 2001/02. Het volgende seizoen, scoorde Baroš tweemaal in zijn Premiership-debuut, uit tegen Bolton Wanderers FC. Hij scoort dat seizoen twaalf doelpunten voor de club. Tijdens het seizoen 2003/04 brak hij zijn enkel in een match en speelde hij zes maanden niet.
Houllier werd niettemin ontslagen en vervangen door Rafael Benítez. Liverpool verkocht Michael Owen en Emile Heskey. Maar Baroš belandde op een zijspoor. Hij scoorde dat seizoen wel een hattrick tegen Crystal Palace en de winnende goal tegen Chelsea FC in de finale van de Carling Cup. Hij won dat seizoen met Liverpool de Champions League. In 2005 kreeg hij ook Peter Crouch als extra concurrent voor een plaats in de aanval.

## Clubcarrière

### Aston Villa
Baroš verhuisde in augustus 2005 naar Aston Villa FC en kreeg er rugnummer tien. Na tien minuten in zijn debuutwedstrijd scoorde hij er het enige doelpunt in de wedstrijd tegen Blackburn Rovers FC. Hij ëindigde het seizoen op acht doelpunten in 25 competitiewedstrijden en drie goals in de FA Cup. Het volgende seizoen was hij basisspeler onder Martin O'Neill en speelde hij samen met Juan Pablo Ángel, maar verloor hij de concurrentie tegen Luke Moore en Gabriel Agbonlahor. Hij scoorde voor het eerst op 11 december tegen Sheffield United FC tijdens in een 2-2 gelijkspel. In januari 2007 verliet Baroš de club. Na zijn laatste doelpunt voor Aston Villa tijdens een 2-1-verlies tegen Manchester United FC in de FA Cup werd hij verkocht aan Olympique Lyonnais, in een uitwisselingsovereenkomst met John Carew.

### Olympique Lyon
Op 22 januari 2007 werd Baroš bij Lyon herenigd met trainer Houllier uit zijn Liverpooltijd. Op 24 januari 2007 debuteerde hij voor Lyon in de Ligue 1 tegen Girondins Bordeaux. Op 18 april 2007, tijdens de wedstrijd tegen Lyon Rennes, werd Baroš beschuldigd van een racistische gebaar naar Kameroener Stéphane M'Bia. Na een aantal tackles door M'Bia hield Baroš zijn hand voor zijn neus en zwaaide hij zijn hand alsof er sliertjes onderweg waren met een onaangename geur. In de daaropvolgende zaak, verklaarde Baroš dat zijn gebaar niet racistisch bedoeld was, maar dat hij M'Bia zei dat hij stonk. Op 4 mei werd Baroš voor de rest van het seizoen geschorst wegens onsportief gedrag.
Na het vertrek van Houllier speelde Baroš beduidend minder onder de nieuwe manager Alain Perrin in het seizoen 2007-'08. Op 1 november werd hij gearresteerd in Frankrijk tijdens het rijden van 271 km/h in zijn zwarte Ferrari F430 op een snelweg waar 130 km/h gereden mocht worden. De Franse politie stopte hem tussen Lyon en Genève in de regio Ain en verklaarde dat de radarlezing van 271 km/h de hoogste ooit was in de regio. Het vorige record was 248 km/h van een motorrijder in 2000. Baroš zei dat hij zo hard reed omdat hij wilde horen hoe een Ferrari klonk op 200 km/h. Hij moest zijn rijbewijs en auto inleveren.

### Portsmouth
Op 27 januari 2008 werd Baroš tot aan het einde van het seizoen 2007/2008 verhuurd aan Portsmouth FC met een optie tot koop ter waarde van € 7.000.000. Hij maakte op 30 januari 2008 zijn debuut tegen Manchester United. Baroš scoorde gedurende zestien optredens (twaalf competitie, vier beker) niet, maar won met de club wel de FA Cup in 2008. Zijn optie tot koop werd niet gelicht.

### Galatasaray SK
Baroš tekende daarop bij bij Galatasaray SK en kwam e zijn oude Liverpool-teamgenoot Harry Kewell tegen. Hij kreeg rugnummer vijftien. Hij scoorde doelpunten in zowel de Turkse Competitie, de UEFA Cup als de Turkse Beker en werd een vaste waarde bij de Turkse club, waar hij meestal begon als diepe spits, links en rechts bijgestaan door Kewell en Arda Turan. In het jaar 2008/2009 werd Baroš topscorer van de Turkse Süper Lig met twintig en scoorde hij ook negen doelpunten in de Turkse Beker en zes in de UEFA Cup. Na een lange blessure in 2010 weet Baroš niet meer zijn oude niveau te evenaren. In 2011 neemt Fatih Terim het roer over als trainer en laat hij Baroš weten dat hij niet in zijn plannen voorkomt. Ondanks interesse uit Rusland en het Midden Oosten besluit Baroš niet te vertrekken waardoor hij wordt verbannen naar de tweede selectie. Na verloop van tijd werd hij echter in genade terug aangenomen en speelde in het seizoen 2011/12 28 competitiewedstrijden waarin hij 8 maal tot scoren kwam.
Het seizoen daarop kwam hij echter weer niet voor in de plannen van de trainer, waarop na onderling overleg besloten werd om het aflopende contract per 13 februari 2013 voortijdig te ontbinden.
Een paar dagen later tekende hij tot medio 2014 bij FC Baník Ostrava.

## Interlandcarrière

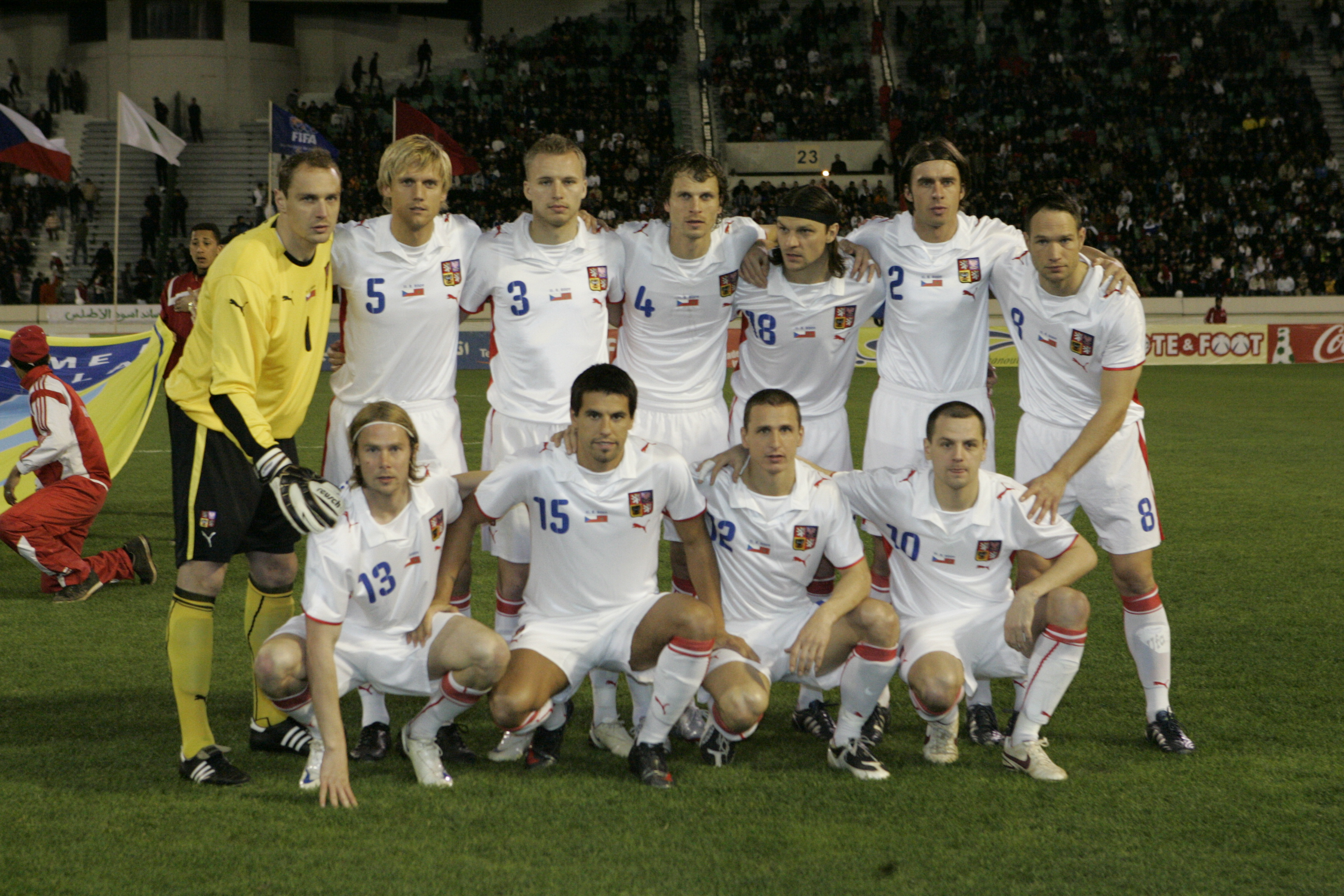
Baroš nummer 15 in de basis met Tsjechië tegen Marokko in februari 2009.

Op het Europees kampioenschap voetbal 2004 scoorde Baroš het eerste doelpunt voor Tsjechië in hun eerste wedstrijd van het toernooi tegen Letland. Zijn tweede goal in dezelfde toernooi was tegen Nederland. Het Nederlandse team had twee goals voorsprong op de Tsjechen, tot de laatste 22 minuten. Jan Koller scoorde na een steekpass van Baroš, die daarna zelf gelijkmaakte. Zijn laatste goal van het toernooi was de winnende tegen Duitsland. Baroš en Ruud van Nistelrooij waren de enige twee spelers op het toernooi die drie keer scoorden in de groepsfase. Baroš scoorde nog tweemaal tegen Denemarken en werd topscorer van het toernooi.
Op de WK 2006 raakt hij ernstig geblesseerd aan zijn voet, Hij kon daardoor tegen Ghana en de Verenigde Staten niet meedoen. Hij speelde nog tegen Italië, maar werd gewisseld in de 65e minuut. Tijdens het EK 2008 kreeg Baroš een gele kaart tegen Turkije terwijl hij niet opgesteld stond, wegens protesteren tegen de scheidsrechter. Hij nam met Tsjechië ook deel aan het EK voetbal 2012 in Polen en Oekraïne, waar de ploeg van bondscoach Michal Bílek in de kwartfinales werd uitgeschakeld door Portugal (1-0) dankzij een rake kopbal van Cristiano Ronaldo. Na deze nederlaag maakte Baroš bekend dat hij zijn interlandcarrière met onmiddellijke ingang had beëindigd.

## Carrièrestatistieken
| seizoen   | club                   | land               | competitie              | duels | goals |
| --------- | ---------------------- | ------------------ | ----------------------- | ----- | ----- |
| 1998-1999 | FC Baník Ostrava       | Vlag van Tsjechië  | Gambrinus liga          | 6     | 0     |
| 1999-2000 | FC Baník Ostrava       | Vlag van Tsjechië  | Gambrinus liga          | 29    | 6     |
| 2000-2001 | FC Baník Ostrava       | Vlag van Tsjechië  | Gambrinus liga          | 26    | 6     |
| 2001-2002 | FC Baník Ostrava       | Vlag van Tsjechië  | Gambrinus liga          | 15    | 11    |
| 2001-2002 | Liverpool FC           | Vlag van Engeland  | Premier League          | 0     | 0     |
| 2002-2003 | Liverpool FC           | Vlag van Engeland  | Premier League          | 27    | 9     |
| 2003-2004 | Liverpool FC           | Vlag van Engeland  | Premier League          | 13    | 1     |
| 2004-2005 | Liverpool FC           | Vlag van Engeland  | Premier League          | 26    | 9     |
| 2005-2006 | Liverpool FC           | Vlag van Engeland  | Premier League          | 2     | 0     |
| 2005-2006 | Aston Villa FC         | Vlag van Engeland  | Premier League          | 25    | 8     |
| 2006-2007 | Aston Villa FC         | Vlag van Engeland  | Premier League          | 17    | 1     |
| 2006-2007 | Olympique Lyon         | Vlag van Frankrijk | Ligue 1                 | 12    | 4     |
| 2007-2008 | Olympique Lyon         | Vlag van Frankrijk | Ligue 1                 | 12    | 3     |
| 2007-2008 | → Portsmouth FC (huur) | Vlag van Engeland  | Premier League          | 12    | 0     |
| 2008-2009 | Galatasaray            | Vlag van Turkije   | Süper Lig               | 31    | 20    |
| 2009-2010 | Galatasaray            | Vlag van Turkije   | Süper Lig               | 17    | 11    |
| 2010-2011 | Galatasaray            | Vlag van Turkije   | Süper Lig               | 17    | 9     |
| 2011-2012 | Galatasaray            | Vlag van Turkije   | Süper Lig               | 28    | 8     |
| 2012-2013 | Galatasaray            | Vlag van Turkije   | Süper Lig               | 0     | 0     |
| 2012-2013 | FC Baník Ostrava       | Vlag van Tsjechië  | Gambrinus liga          | 12    | 5     |
| 2013-2014 | Antalyaspor            | Vlag van Turkije   | Süper Lig               | 13    | 2     |
| 2014-2015 | FC Baník Ostrava       | Vlag van Tsjechië  | 1. česká fotbalová liga | 11    | 2     |
| 2015-2016 | FK Mladá Boleslav      | Vlag van Tsjechië  | 1. česká fotbalová liga | 21    | 6     |
| 2016-2017 | Slovan Liberec         | Vlag van Tsjechië  | 1. česká fotbalová liga | 24    | 5     |
| 2017-2018 | FC Baník Ostrava       | Vlag van Tsjechië  | 1. česká fotbalová liga | 25    | 9     |
| 2018-2019 | FC Baník Ostrava       | Vlag van Tsjechië  | 1. česká fotbalová liga | 16    | 6     |
| 2019-2020 | FC Baník Ostrava       | Vlag van Tsjechië  | 1. česká fotbalová liga | 16    | 1     |
| Totaal    | Totaal                 | Totaal             | Totaal                  | 444   | 142   |

## Erelijst
Portsmouth FC
- FA Cup

2008
 Olympique Lyon
- Ligue 1: Ligue 1 seizoen 2006/07
- Trophée des Champions: 2007
- Peace Cup: 2007

 Liverpool
- UEFA Champions League 2004/05
- League Cup: 2003

 Galatasaray SK
- - Süper Lig: 2011/12

 Tsjechië
- Europees kampioen onder 21: 2002
- Europees kampioenschap voetbal 2004: halve finale

### Persoonlijke hoogtepunten
Tsjechië
- EK voetbal 2004 Topscorer (5 goals): 2004

 Galatasaray
- Süper Lig Topscorer (20 goals): 2008-09